# Diori Uatara
Diori Uatara (em diúla: Diori Wattara; em francês: Diori Ouattara) foi um nobre africano mandinga do século XIX, fagama do Reino de Guirico entre 1809 e 1839. Era filho de Magã Ulé Uatara (r. 1749–1809) e irmão de Baco Moru Uatara (r. 1839–1851). Se sabe que teve ao menos uma filha, chamada Guimbé Uatara (ca.  1836–1919), que foi militarmente ativa por várias décadas. Sob seu reinado, Guirico começa a perder sua capacidade de deter revoltas e várias secessões se seguem entre os tiefos, bolons e bobô-diúlas. Diori faleceu na batalha de Motrocu contra tropas do Reino de Quenedugu (ca.  1825–1898).